# Тинн, Томас, 2-й виконт Уэймут
Томас Тинн, 2-й виконт Уэймут из Лонглит-хауса в Уилтшире (англ. Thomas Thynne, 2nd Viscount Weymouth; 21 мая 1710 — 12 января 1751) — английский пэр, происходил от сэра Джона Тинна (ок. 1515—1580), строителя Лонглита.

## Происхождение
Он родился 21 мая 1710 года. Сын Томаса Тинна (ок. 1687—1710) от его жены леди Мэри Вильерс (? — 1734/1735). Его отец умер за месяц до рождения Томаса. Внук Генри Фредерика Тинна (? — 1705) и правнук сэра Генри Фредерика Тинна, 1-го баронета (1615—1680).

## Наследование
28 июля 1714 года, в возрасте четырех, после смерти своего родственника, Томаса Тинна, 1-го виконта Уэймута (1640—1714), Томас Тинн унаследовал Лонглит-хаус и другие поместья, а также титулы 2-го виконта Уэймута в Дорсете, 2-го барона Тинна из Уорминстера в Уилтшире и 3-го баронета Тинна из Кемпсфорда в Глостершире.

## Карьера

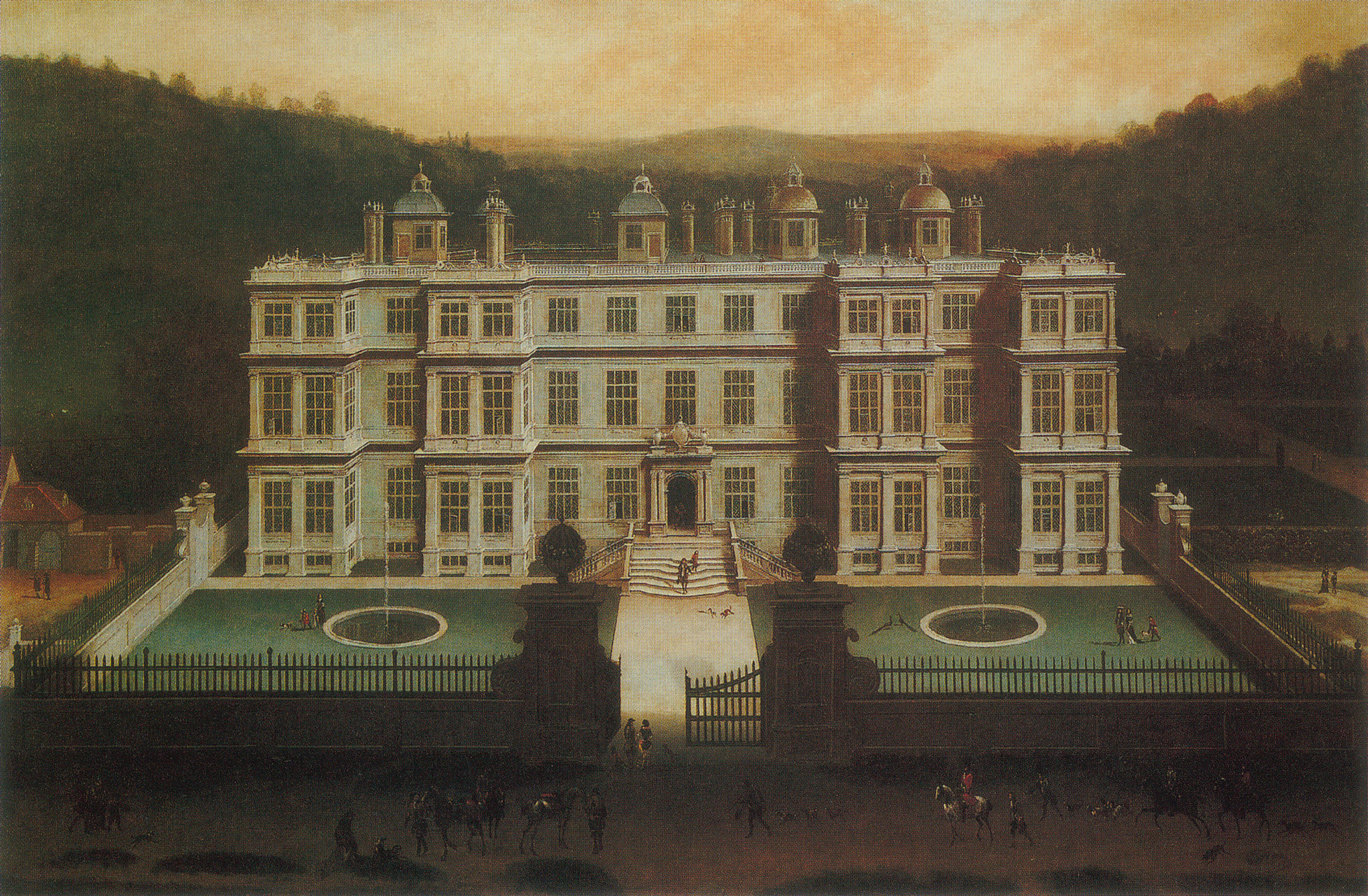
Лонглит-хаус, который Томас Тинн унаследовал в возрасте 4-х лет, картина Яна Сиберехтса, 1675

В 1733 году виконт Уэймут был назначен верховным управляющим Тамворта, а также был великим магистром Главной Великой ложи Англии с 1735 по 1736 год. С 4 декабря 1739 по 1751 год он занимал королевские должности хранителя Гайд-парка, Хранителя торгового центра и смотрителя Сент-Джеймсского парка в Вестминстере. Вскоре после своего назначения в Гайд-парк он начал строительство Серпантинных озер в Лонглите, по-видимому, в подражание Серпантину Гайд-парка.

## Браки и дети
Томас Тинн дважды был женат. 6 декабря 1726 года он женился первым браком на леди Элизабет Саквилл (ок. 1711 — 19 июня 1729), дочери Лайонела Сэквилла, 1-го герцога Дорсета, и Элизабет Колиер. Первый брак был бездетным.
3 июля 1733 года виконт Уэймут женился вторым браком на леди Луизе Картерет (ок. 1712 — 25 декабря 1736), дочери Джона Картерета, 2-го графа Гренвиля, и сонаследнице ее бездетного брата Роберта Картерета, 3-го графа Гренвиля (1721—1776). Со стороны отца она была правнучкой Джона Гренвиля, 1-го графа Бата (1628—1701), а двоюродным братом ее отца был Уильям Гренвиль, 3-й граф Бат (1692—1711), после смерти которого графство Бат вымерло. Титул маркиза Бата был позже создан для её старшего сына в 1789 году. Когда Луиза умерла при родах, ей было чуть за двадцать, её подруга, миссис Делани, написала: «Утрата её мужа … непоправима». Во время своей болезни миссис Делани написала, что «милорд Уэймут похож на сумасшедшего». От Луизы Картерет у него было двое сыновей:
- Томас Тинн, 1-й маркиз Бат (13 сентября 1734 — 19 ноября 1796), старший сын и наследник, стал 1-м маркизом Бата в 1789 году. Он унаследовал Лонглит-хаус и обширные поместья своего отца.
- Генри Картерет, 1-й барон Картерет (17 ноября 1735 — 17 июня 1826), в 1784 году получил титул барона Картерета (2-я креация). Как второй сын по системе первородства, он мало рассчитывал на богатое наследство. Однако в 1776 году Парламентским актом[4] он изменил свое имя и герб на Картерет в соответствии с его наследством от бездетного дяди Роберта Картерета, 3-го графа Гренвиля и 3-го барона Картерета (1721—1776) (согласно условиям по воле отца последнего, Джона Картерета, 2-го графа Гренвилля, 2-го барона Картерета (1690—1763)[5] , а также унаследовал его имения, включая Хоунс-парк (ныне Хейнс-парк) в Бедфордшире и Стоу-хаус, Килкхэмптон в Корнуолле (древний место Гренвилей, графов Бата). Он также сменил его на посту судебного пристава Джерси, пост (пожизненно) занимаемый главами семьи Картерет. В 1784 году он был назначен бароном Картеретом из Хоунса, возродив, таким образом, вторую должность своего дяди.

## Смерть и погребение
Томас Тинн, 2-й виконт Уэймут, скончался 12 января 1751 года в Хорнингшеме, графство Уилтшир. Ему наследовал его старший сын, Томас Тинн, 3-й виконт Уэймут и будущий 1-й маркиз Бат.